# Pieter Mulier

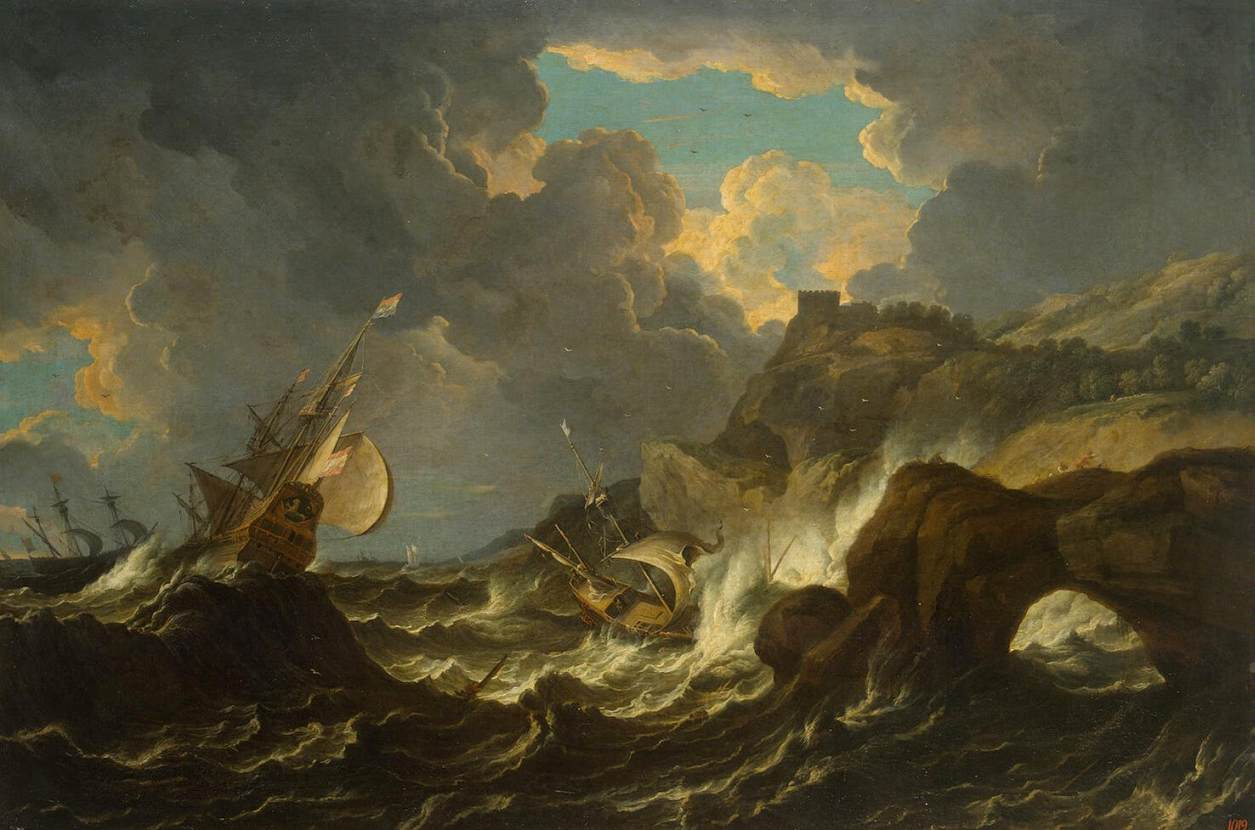
Sztorm na morzu, 1690, Ermitaż

Pieter Mulier znany także jako Il Cavaliero Tempesta lub Pietro Tempesta (ur. ok. 1637 w Haarlemie, zm. 29 czerwca 1701 w Mediolanie lub Wenecji) – [[[Republika Zjednoczonych Prowincji|holenderski]] malarz barokowy, aktywny we Włoszech.
Jego nauczycielem był ojciec Pieter Mulier starszy (ok. 1615–1670), uczeń marynisty Simona de Vliegera. Początkowo pracował w Antwerpii, ostatnie 30 lat życia przebywał we Włoszech, głównie w Rzymie, Genui i Wenecji. Malował przede wszystkim dramatyczne mariny, obrazy o tematyce fantastycznej i pejzaże. Jego ulubionym motywem była najczęściej nadciągająca burza lub sztorm. Według części źródeł spędził 16 lat życia w więzieniu oskarżony o morderstwo.
Dorobek Muliera uległ rozproszeniu i znajduje się obecnie głównie w kolekcjach prywatnych. Jeden jego obraz jest w zbiorach polskich, w Muzeum im. Johanna Gottfrieda Herdera w Morągu, oddziale Muzeum Warmii i Mazur w Olsztynie. 
30 marca 2015 w domu aukcyjnym w Mediolanie znaleziono obraz Muliera, który eksponowany był w muzeum we Wrocławiu, a zaginął pod koniec II wojny światowej.